# 에토석시미드
에토석시미드는 자론틴(Zarontin)이라는 상표명으로 판매되며 실신 발작을 치료하는 데 사용되는 약물이다. 단독으로 사용하거나 발프로산과 같은 다른 항경련제와 함께 사용할 수 있다. 에토석시미드는 경구 투여한다.
에토석시미드는 일반적으로 내약성이 우수하다. 일반적인 부작용으로는 식욕 부진, 복통, 설사, 피로감 등이 있다. 심각한 부작용으로는 자살 충동, 혈구감소증, 홍반성 루푸스 등이 있다. 임신 중 태아에게 악영향을 미치는지는 확실하지 않다. 에토석시미드는 석신이미드 계열 약물에 속한다. 그 작용 기전은 시냅스 후 T형 전압 개폐 칼슘 통로의 길항작용 때문인 것으로 여겨진다.
에토석시미드는 1960년에 미국에서 의료용으로 승인되었다. WHO 필수 의약품 목록에 포함되어 있다. 에토석시미드는 복제약으로 제공된다. 2019년 현재 미국의 가격 담합에 대한 우려로 인해 많은 국가에서 이용이 제한되었다.